# 乔飞
乔飞（1925年9月11日—2011年），男，广东广州人，中国作曲家、指挥家，曾任广东民族乐团首任团长，中国音乐家协会理事。

## 家庭
长子乔平为男高音歌唱家、原广州交响乐团副团长。次子乔欣。